# Agent Steel
Az Agent Steel amerikai speed/heavy/thrash/power metal együttes.

## Története
1984-ben alakultak Los Angelesben. John Cyriis énekes és Chuck Profus dobos alapították. 1988-as feloszlásuk előtt két nagylemezt és egy EP-t adtak ki. Az Agent Steel ezt követően 1988-tól 2011-ig működött, majd 2018-tól napjainkig. Az együttes jellemzői Cyriis magas hangja, a melodikus riffek, a gyors tempó és az ufókról szóló szövegek.

## Tagok
- John Cyriis – ének
- Bill Simmons – gitár
- Mick Ronsany – gitár
- Joe McGuigan – basszusgitár
- Finn K. – dob

## Korábbi tagok
- Mark Marshal – gitár
- John Gott – gitár
- Kurt Colfelt – gitár
- Chuck Profus – dob
- George Robb – basszusgitár
- Juan Garcia – gitár
- Bernie Versailles – gitár
- Michael Zaputil – basszusgitár
- Silvio Golfetti – gitár
- Brian East – basszusgitár
- Bruce Hall – ének
- Karlos Medina – basszusgitár
- Rigo Amezcua – dob
- Robert Cardenas – basszusgitár

## Diszkográfia
- Skeptics Apocalypse (1985)
- Unstoppable Force (1987)
- Omega Conspiracy (1999)
- Order of the Illuminati (2003)
- Alienigma (2007)
- No Other Godz Before Me (2021)[1]

## Egyéb kiadványok
EP-k
- Mad Locust Rising (1986)

Demók
- 144,000 Gone (1984)
- Second Demo (1984)
- Agents of Steel (1998)
- Deny the Poison (1999)

Kislemezek
- Forever Black (2000)
- Earth Under Lucifer (2003)

Video albumok (koncert)
- Metal Hammer Roadshow 1 (1986)
- Mad Locust Rising (1989)
- Live @ Dynamo Open Air (2005)
- Mad Locust Rising (DVD) (2007)